# Nesospingus speculiferus
A Nesospingus speculiferus a madarak osztályának verébalakúak (Passeriformes) rendjébe és az újvilági poszátafélék (Parulidae) családjába tartozó Nesospingus nem egyetlen faja.

## Rendszerezés
Besorolása vitatott, egyes rendszerezők a tangarafélék (Thraupidae) családjába sorolják.

## Előfordulása
Puerto Rico területén honos. A természetes élőhelye szubtrópusi és trópusi síkvidéki erdők és bokrosok. Állandó, nem vonuló faj.

## Megjelenése
Átlagos testtömege 33-34 gramm.